# Gand-Wevelgem 2003
La Gand-Wevelgem 2003, sessantacinquesima edizione della corsa, si svolse il 9 aprile 2003, per un percorso totale di 204 km. Fu vinta dal tedesco Andreas Klier, al traguardo con il tempo di 4h29'00" alla media di 45,502 km/h.
Alla partenza si presentarono 164 corridori; 49 di essi portarono a termine il percorso.

## Ordine d'arrivo (Top 10)
| Pos. | Corridore           | Squadra     | Tempo    |
| ---- | ------------------- | ----------- | -------- |
| 1    | Andreas Klier       | Telekom     | 4h29'00" |
| 2    | Henk Vogels         | Navigators  | s.t.     |
| 3    | Tom Boonen          | Quick Step  | s.t.     |
| 4    | Alberto Ongarato    | Domina Vac. | a 9"     |
| 5    | Servais Knaven      | Quick Step- | a 18"    |
| 6    | Raivis Belohvoščiks | Marlux      | a 43"    |
| 7    | Johan Museeuw       | Quick Step  | a 1'07"  |
| 8    | Roger Hammond       | Palmans     | s.t.     |
| 9    | Max van Heeswijk    | US Postal   | s.t.     |
| 10   | Mathew Hayman       | Rabobank    | s.t.     |